# Amethysteule

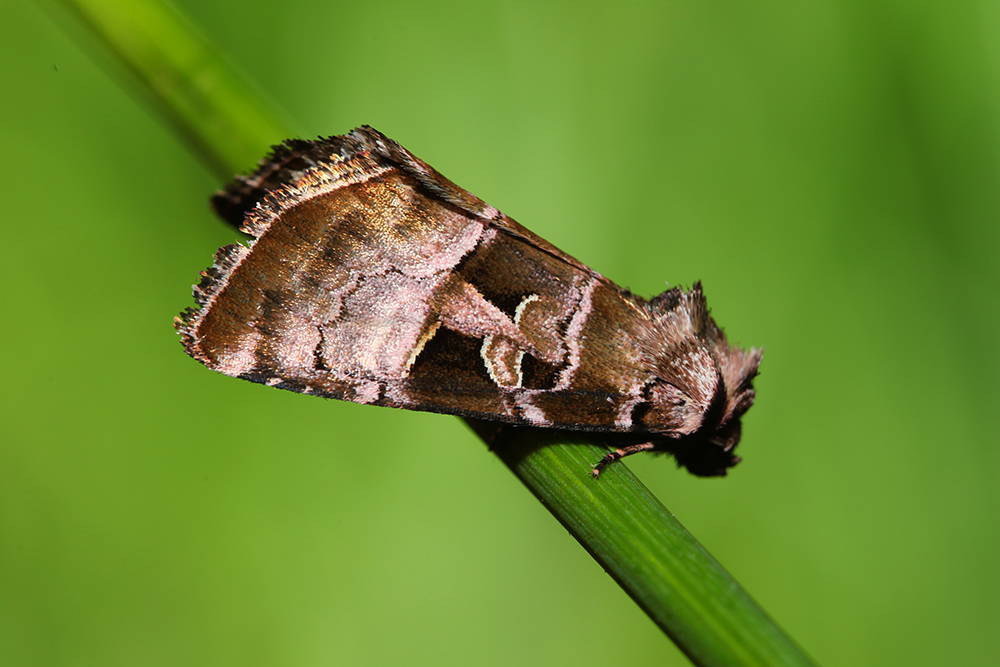
Amethysteule (Eucarta amethystina), Seitenansicht

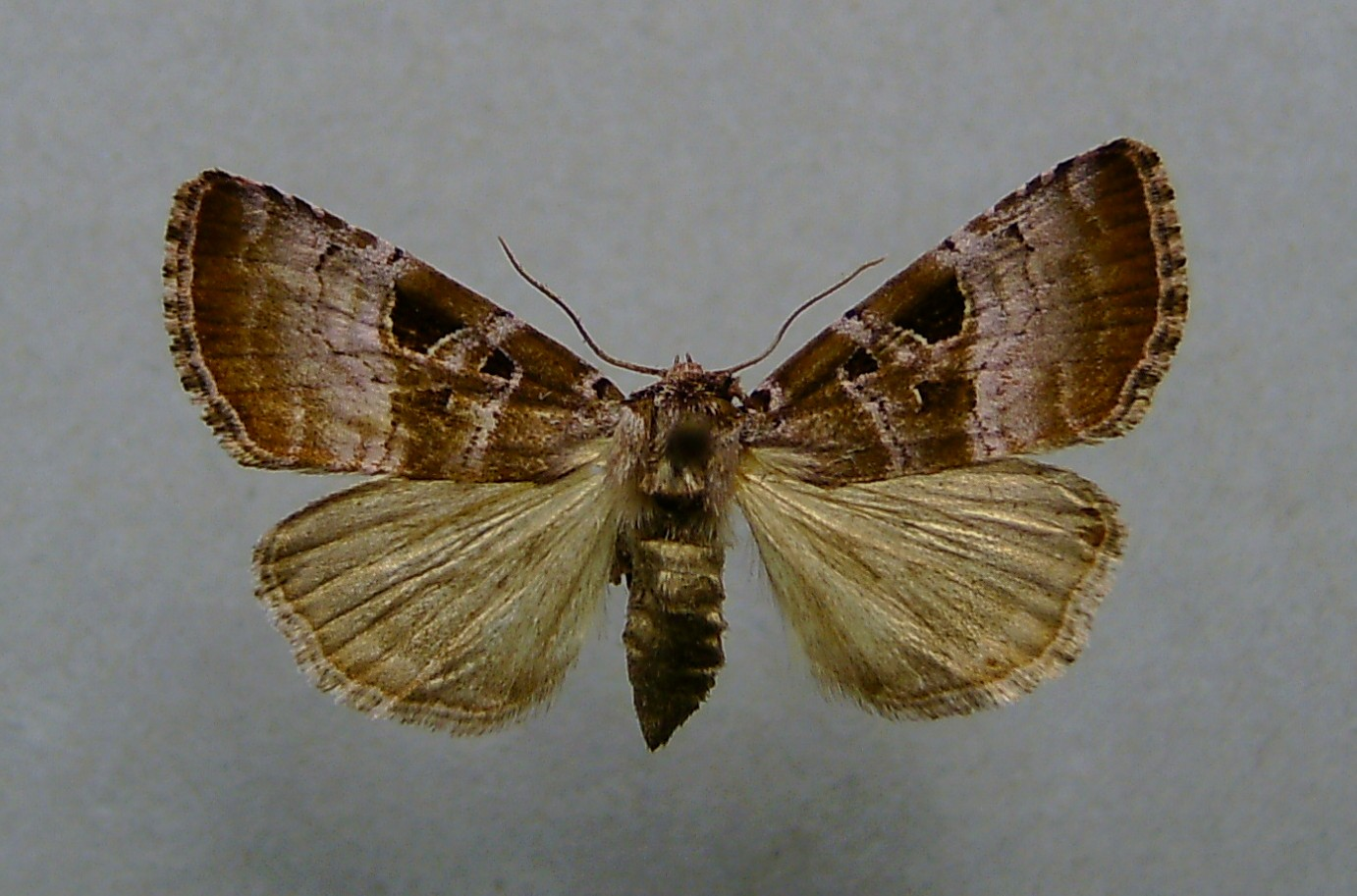
Amethysteule (Eucarta amethystina), Präparat

Die Amethysteule (Eucarta amethystina), früher auch als Rötliche Violetthöckereule oder Auwiesen-Prachteule bezeichnet, ist ein Schmetterling (Nachtfalter) aus der Familie der Eulenfalter (Noctuidae).

## Beschreibung

### Falter
Die Flügelspannweite der Falter beträgt 28 bis 34 Millimeter.  Die Farbe der Vorderflügeloberseite variiert von rosa grau bis rosa braun. Zuweilen schimmern sie amethystfarben. Dieser Farbton ist auch für die Wahl des Epitheton verantwortlich. Nieren- und Ringmakel sind groß, dunkelbraun gefärbt und weißlich umrandet. Das Mittelfeld sowie die Submarginalregion sind verdunkelt. Die Hinterflügeloberseite ist zeichnungslos hell graubraun gefärbt. Der Saugrüssel ist gut entwickelt.

### Raupe
Ausgewachsene Raupen haben eine grüne Grundfarbe. Sie zeigen schmale gelbweiße Rücken- und Nebenrückenlinien sowie gelbliche bis rötliche, weiß eingefasste Seitenstreifen. Die Stigmen sind schwarz.

### Puppe
Die schwarzbraune Puppe ist am Kremaster mit zwei Dornen versehen.

### Ähnliche Arten
Bei Eucarta virgo ist das Mittelfeld von weißen Linien in Form eines Dreiecks begrenzt. 

## Verbreitung und Lebensraum
Die Amethysteule ist in Mitteleuropa lokal verbreitet. Ein Vorkommen auf den Britischen Inseln ist zweifelhaft. Die östliche Ausdehnung erstreckt sich durch Belarus über den Ural bis zum Pazifischen Ozean. Die Art lebt hauptsächlich auf feuchten Wiesen, am Rande von Au- und Bruchwäldern sowie in Ufergebieten von Teichen, Seen und Flüssen.

## Lebensweise
Die nachtaktiven Falter sind von Juni bis August anzutreffen. Sie fliegen gelegentlich künstliche Lichtquellen an und besuchen zuweilen in Anzahl angelegte Köder. Als Nahrungspflanzen der im Spätsommer lebenden Raupen dienen Doldenblütler (Apiaceae), beispielsweise Rosskümmel (Laser trilobum), Gewöhnliche Wiesensilge (Silaum silaus), Echter Haarstrang (Peucedanum officinale) und Wilde Möhre (Daucus carota subsp. carota). Bei Zuchten werden auch Petersilienblätter angenommen. Die Art überwintert als Puppe.

## Gefährdung
Die Amethysteule kommt in einigen südlichen und südöstlichen deutschen Bundesländern lokal und selten vor, ist jedoch vielerorts vom Aussterben bedroht oder verschollen. In Baden-Württemberg wird sie auf der Roten Liste gefährdeter Arten in Kategorie 3 („gefährdet“) geführt, da ihre Lebensräume durch Trockenlegungen, übermäßige Düngung, Umwandlung von Wiesen in Ackerland und die Bebauung von Auenflächen stark eingeschränkt werden.